# 阮氏玉裔
阮氏玉裔（越南语：／，?—?），又作阮氏玉碧，越南鄭阮紛爭時期鄭主追封淳祖良穆王鄭栐的惠妃。
阮氏玉裔是安丰县洛汭社人。她的生卒年不详。她为鄭栐生下儿子睿祖晋光王鄭柄、钻郡公郑权。他的丈夫鄭栐没有继承鄭主王位，鄭栐的孙子鄭棡于永盛五年（1709年），在鄭根（鄭栐父亲）死后嗣位。阮氏玉裔于四月十八日出生，于六月二十九日去世，葬在安定县沛溧社，谥号慈慎（一作端慎）。